# Rosa-Steinhart-Straße
Die Rosa-Steinhart-Straße  befindet sich in Pieschen im westlichen Teil der Leipziger Vorstadt. Sie verläuft von der Moritzburger Straße in Richtung Konkordienplatz.

## Geschichte
Am 1. Januar 1866 erfolgte die Eingemeindung von Neudorf mit der Bezeichnung Vorstadt Neudorf. Seitdem unternahm man Versuche das neue Gebiet attraktiv an die Stadt Dresden anzugliedern. So wurden neue Straßenzüge und Plätze variiert und per Stadtratsbeschluss vom 29. Oktober 1874 beschlossen sowie in die Gemarkung in die Leipziger Vorstadt eingegliedert. Geplant war eine durchgängige Straße zum Weimarischen Platz. Verwirklicht werden konnten die ehrgeizigen Pläne aus Mangel an Finanzen nur stückweise. Die Rosa-Steinhart-Straße in Dresden befindet sich in einem neuen Wohnquartier in Pieschen, erst Ende der 1990er Jahre entstand somit die Rosa-Steinhart-Straße. Beginnend von der Moritzburger Straße verläuft sie in nördlicher Richtung zum Konkordienplatz. Die Rosa-Steinhart-Straße wurde nach der jüdischen Kauffrau Rosa Steinhart (1885–1943) welche vor ihrer Inhaftierung und Deportation in Trachenberge wohnte, benannt.

Der Neubau der Rosa-Steinhart-Straße erfolgte seit 2015. Inzwischen werden die Grundstücke an der Moritzburger Straße, Flurnummer 3056, 3025 und 26 sowie gegenüber gelegen die Flurstücke 3035/1 und 2 von der Städtischen WiD mit Häusern für Wohnungen in der Rosa-Steinhart-Straße bebaut. Das anschließende Areal beruht auf der Grundlage der wenigen Shared-Space-Projekte in Deutschland und das einzige in Dresden. Das Projekt sieht vor, den öffentlichen Raum für die Menschen aufzuwerten. Der Grundgedanke ist, dass der Verkehrsraum überreguliert ist. Dieser Abschnitt wird wegen seiner geschwungenen Ausführung auch Pieschener Melodie bezeichnet.

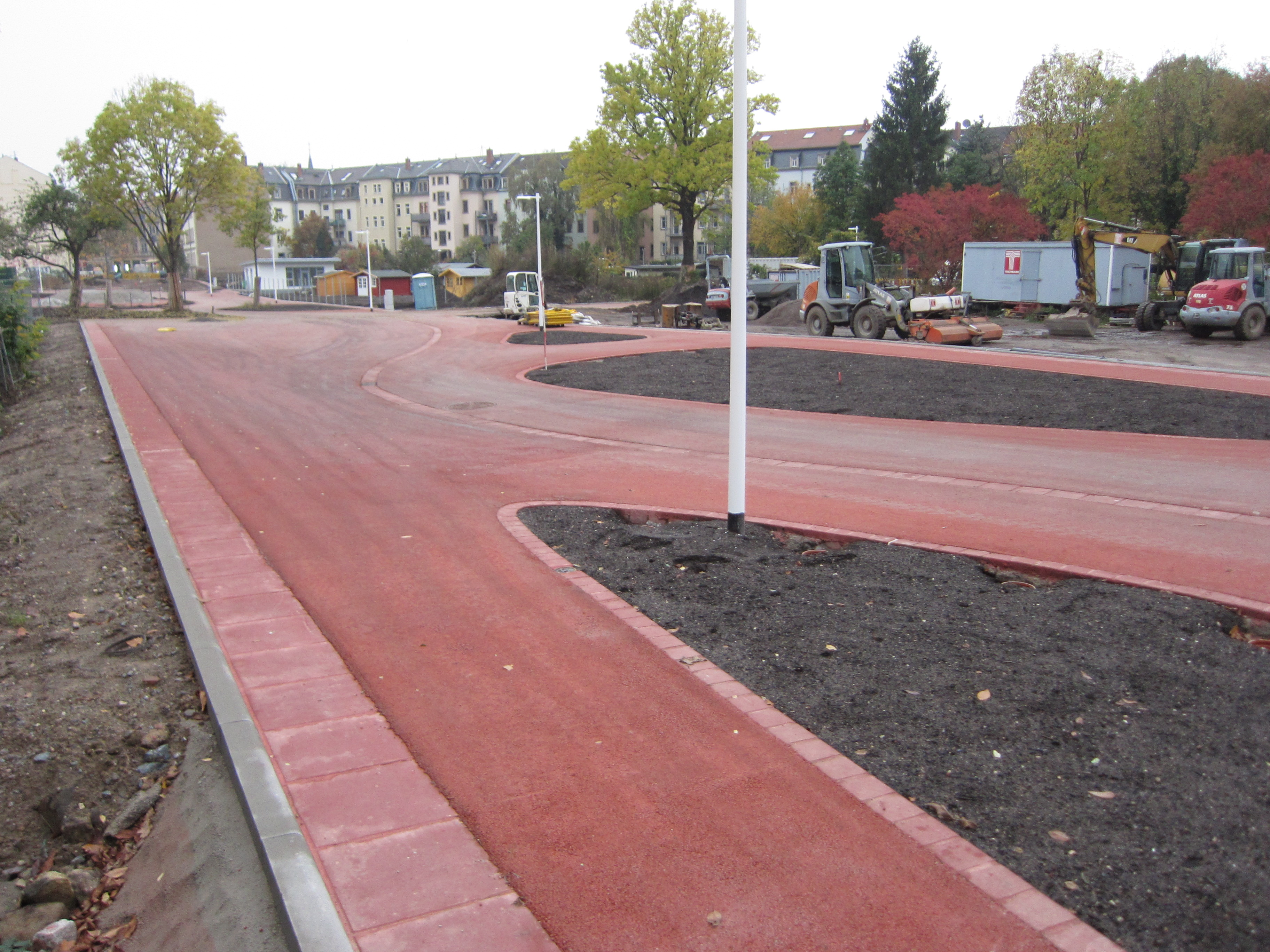
Rosa-Steinhart-Straße 2016
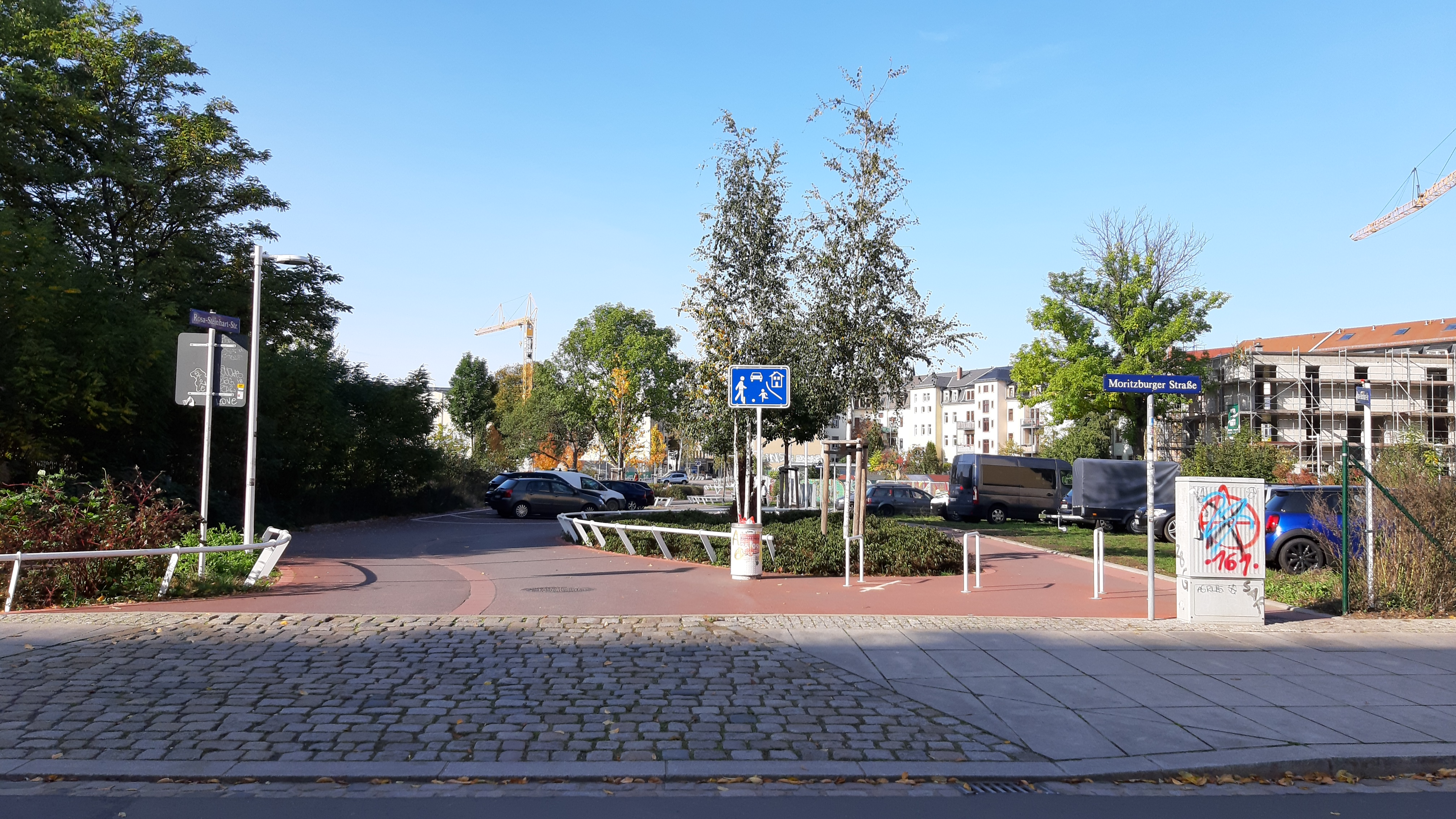
Rosa-Steinhart-Straße 2020
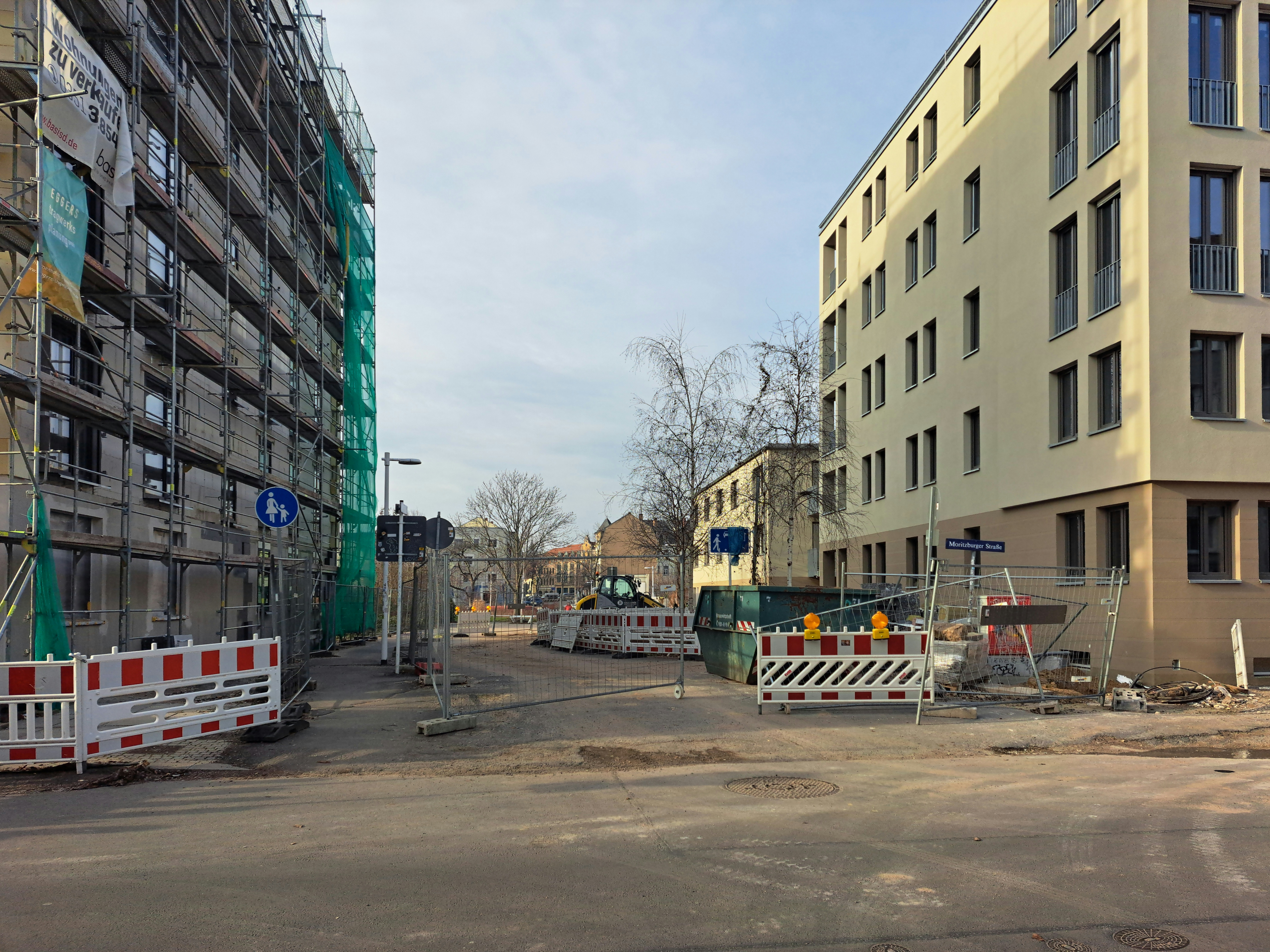
Rosa-Steinhart-Straße 2025
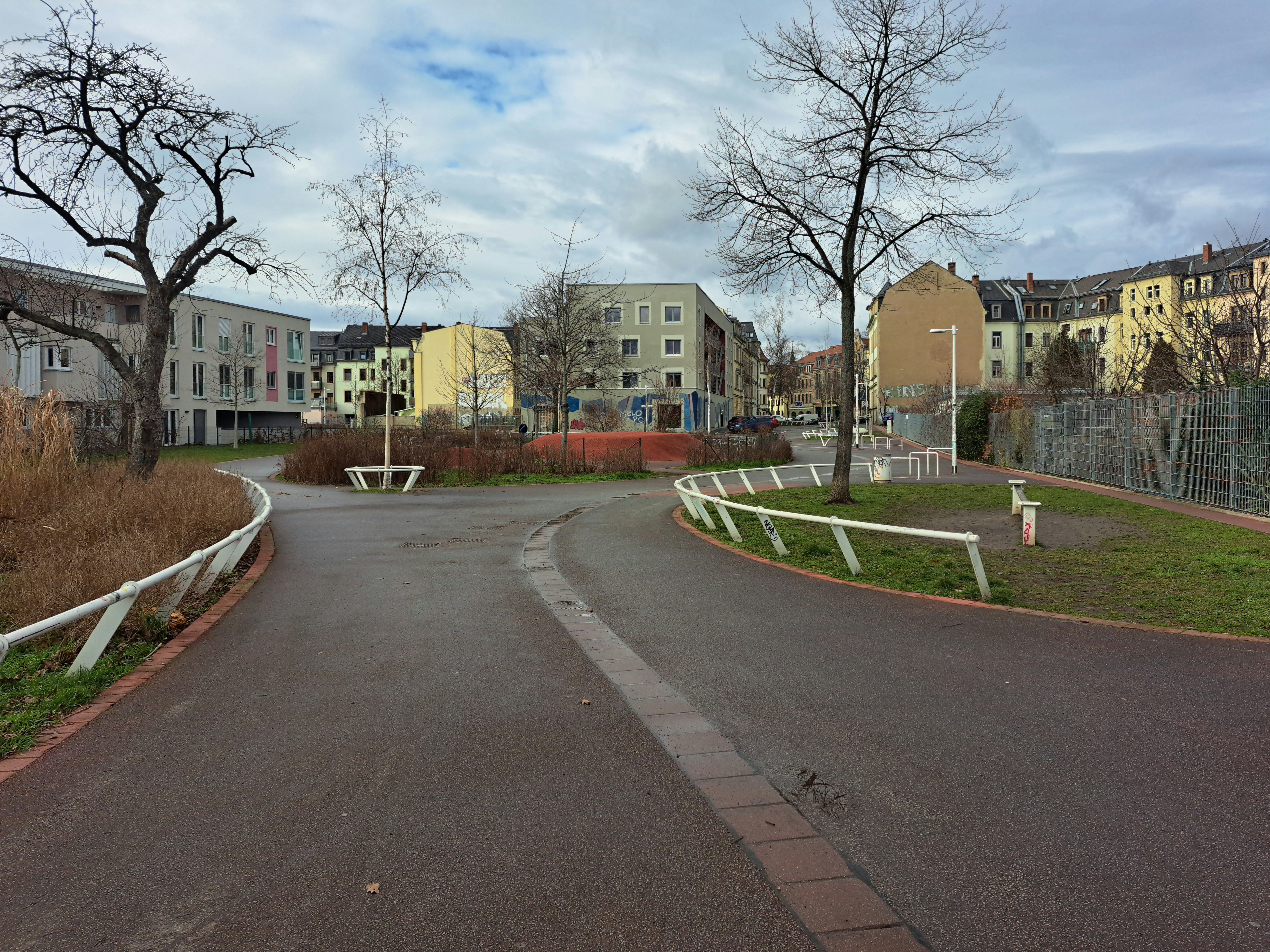
Rosa-Steinhart-Straße 2025
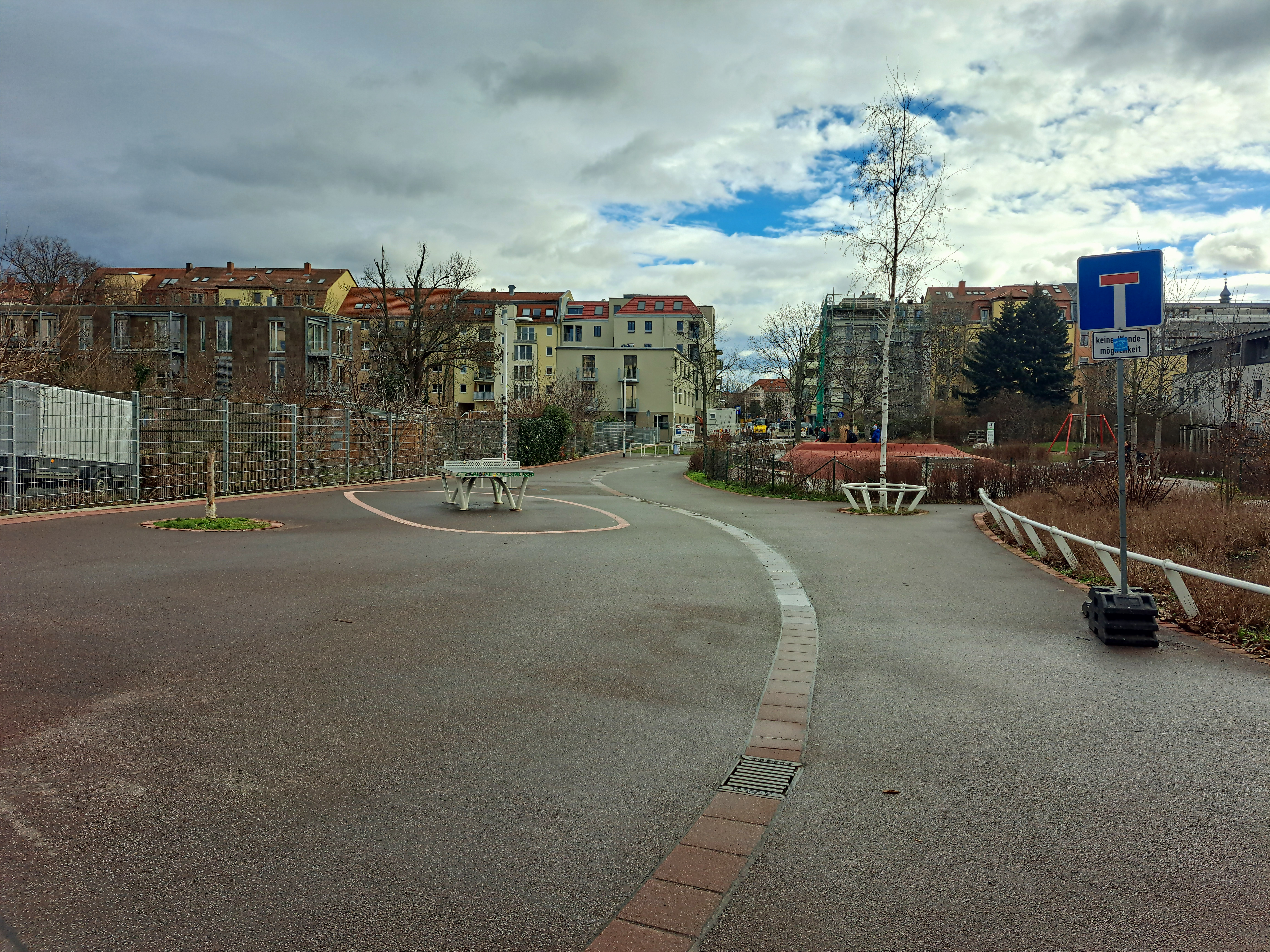
Rosa-Steinhart-Straße 2025

In den Pieschner Melodien sind folgende Straßen dem Shared Space zugehörig. Der Hedwig-Langner-Weg ist benannt nach Hedwig Louise Langner, welche 1894 ein Spielwaren- und Seifengeschäft mit Puppenklinik auf der Bürgerstraße gründete, das als Puppen-Langner bis 2015 existierte. Der Neudorfer Weg wurde benannt nach dem um 1545 entstandenen und bis 1866 bestehenden Neudorf mit 50 Gehöften an der heutigen Moritzburger Straße.

## Baumbestand der Rosa-Steinhart-Straße
Es erfolgten umfangreiche Baumbepflanzungen entlang der Fußwege und der Pieschener Melodien. Durch die Umgestaltung der Straße wurden neue Baumpflanzungen getätigt. Die besonderen Wuchsformen, Ausprägungen und Verwachsungen unterschiedlichster Bäume und Gehölze prägen die Rosa-Steinhart-Straße, Pieschener Melodien.
Der Baumbestand besteht aus folgenden dendrologischen Gehölzen:
- Betula pendula (Sand-Birke)
- Prunus avium (Süß-Kirsche)
- Syringa vulgaris (Garten-Flieder)
- Ginkgo biloba (Ginkgo)
- Quercus robur (Gewöhnliche Stiel-Eiche)
- Betula papyrifera (Papier-Birke)
- Gleditsia triacanthos (Amerikanische Gleditschie)
- Celtis australis (Südlicher Zürgelbaum)
- Fraxinus excelsior (Gewöhnliche Esche)
- Acer buergerianum (Dreizahn-Ahorn)[4]